# Marsupina
Marsupina là một chi ốc biển, là động vật thân mềm chân bụng sống ở biển trong họ Bursidae.

## Các loài
Các loài trong chi Marsupina gồm có:
- Marsupina bufo (Bruguière, 1792)[2]
- Marsupina nana (Broderip & G.B. Sowerby I, 1829)[3]